# Ove Trellevik

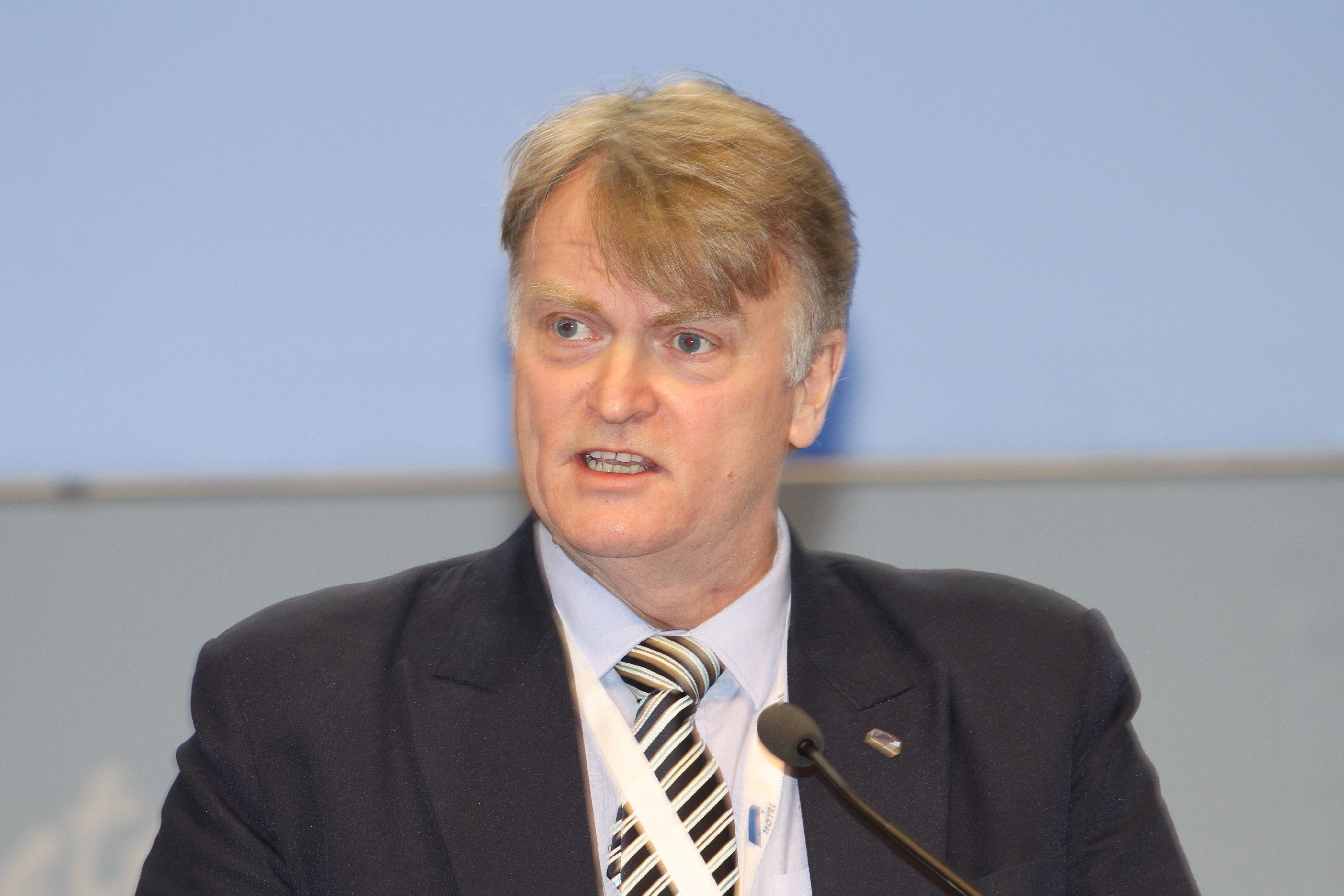
Ove Trellevik, 2017

Ove Trellevik (* 15. August 1965 in Bergen) ist ein norwegischer Politiker der konservativen Partei Høyre. Seit 2013 ist er Abgeordneter im Storting.

## Leben
In der Zeit von 1983 bis 1984 besuchte Trellevik eine Kochschule, anschließend war er bis 1985 als Koch tätig. Ab 1985 war er in verschiedenen Positionen als Offizier bei der norwegischen Marine tätig. Er arbeitete schließlich zwischen 2001 und 2006 im Logistikbereich der norwegischen Armee, bevor er als Berater im Einkauf beim Bergener Energiekonzern BKK tätig wurde. In den Jahren 2007 bis 2013 saß Trellevik im Kommunalparlament von Sund, ab 2010 war er dabei der Bürgermeister der damaligen Gemeinde.
Trellevik zog bei der Parlamentswahl 2013 erstmals in das norwegische Nationalparlament Storting ein. Dort vertritt er den Wahlkreis Hordaland und er wurde zunächst Mitglied im Wirtschaftsausschuss. Nach der Wahl 2017 wechselte er in den Kommunal- und Verwaltungsausschuss. Im Anschluss an die Stortingswahl 2021 ging Trellevik in den Energie- und Umweltausschuss über.